# Tanakadate Aikitsu

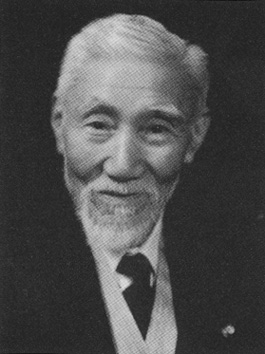
Tanakadate Aikitsu

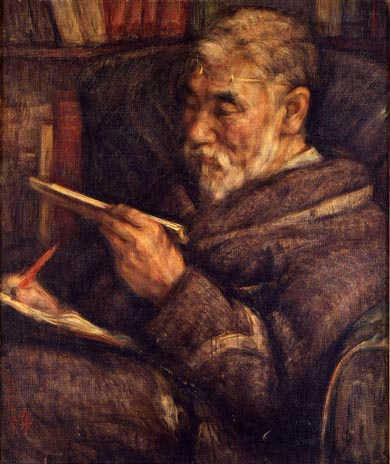
Tanakadate Aikitsu

Tanakadate Aikitsu (japanisch 田中舘 愛橘, eigene Romanisierung: Tanakadate Aikitu; geb. 18. September 1856 in Ninohe (Präfektur Iwate), gest. 21. Mai 1952) war ein japanischer Geophysiker mit breitem wissenschaftlichen Interesse. Er beschäftigte sich zeit seines Lebens mit der Romanisierung des Japanischen.

## Leben und Werk

### Die frühen Jahre
Tanakadate wurde als Sohn eines zum Nambu-Klan gehörenden Samurai in Fukuoka (heute Teil der Stadt Ninohe) geboren. 1864 begann er japanische und chinesische Literatur zu studieren. 1873 schrieb er sich in der Keiō-Universität ein und studierte Englisch. 1879 wechselte er zur Universität Tokio und studierte Physik unter Thomas C. Mendenhall (1841–1924). Mit ihm unternahm er gravimetrische Messungen um Tokio herum und am Berg Fuji. Unter Ewing Both studierte er Maschinenbau. Nach seinem Studienabschluss 1882 wurde er als Assistenzprofessor an der Universität tätig. 1888 ging Tanakadate nach England, wo er unter Lord Kelvin an der Universität Glasgow Elektrizität und Magnetismus studierte. 1889 wechselte er an die Friedrich-Wilhelms-Universität in Berlin, von wo er 1890 nach Japan zurückkehrte. 1890 wurde er zum Mitglied der Royal Society of Edinburgh gewählt.

### Erdbeben-Forschung
Am 28. Oktober 1891 wurde Nagoya von dem Mino-Owari-Erdbeben heimgesucht, bei dem mehr als 7000 Personen starben. Aufgrund einer Bitte der Universität Tokio führte Tanakadate eine Untersuchung der betroffenen Gegend durch und schlug vor, die Regierung solle sich mit möglichen weiteren Erdbeben befassen. Daraufhin wurde ein entsprechendes staatliches Komitee gegründet. Tanakadate setzte sich für ein Institut für Seismologie an der Universität ein, dem er nach der Gründung sehr viel Zeit widmete. 1898 nahm er als Vertreter Japans an der Internationalen Konferenz für Seismologie in Straßburg teil und war neben Robert Darwin und Ferdinand von Richthofen einer der drei Vorsitzenden der Konferenz.

### Beobachtung des Magnetismus, der Gravitation und des Breitengrades
Tanakadate war Mitglied der „World Earth-Science Academic Society“. Er gehörte zu den Ersten, die sich am „Observatory of Magnetism, Gravitation and Latitude“ beteiligten. Er nahm an der Konferenz der Geophysiker teil, die 1998 in Stuttgart abgehalten wurde. Insgesamt besucht er acht Konferenzen im Zusammenhang mit Geophysik und lernte so Geophysiker der ganzen Welt kennen. Tanakadate engagierte sich in die Einrichtung einer Beobachtungsstation, die heute unter dem Namen „Mizusawa Astro-Geodynamics Observatory“ bekannt ist. Er förderte Kimura Hisashi (1870–1943), der dann erster Direktor des Astro-Geodynamics Observatory wurde. Kimura wurde bekannt als Entdecker des Z-terms (oder Kimura-Terms) der Abweichungen von Längengraden.

### Übernahme des Metrischen Systems
Das von Frankreich formulierte Metrischen Systems wurde bald von 18 Nationen übernommen. Tanakadate nahm 1906 als Vertreter der asiatischen Länder an der Konferenz in Paris teil und nahm dann an weiteren acht teil, um die Entwicklung zu verfolgen. Er empfahl der japanischen Regierung die Übernahme des Systems, was dann vom Reichstag auch so beschlossen wurde.

### Tanakadate und die Entwicklung der Luftfahrt in Japan
Während der „Conference of the Metric System of Weights and Measures“ im Jahr 1907 führte die französische Regierung ein Flugzeug vor. Tanakadate war davon so beeindruckt, dass er seinen Aufenthalt bis ins nächste Jahr verlängerte und während dieser Zeit die Luftfahrt in den führenden europäischen Ländern studiere. Zurück in Japan baute er in seinem Labor einen Windkanal und begann, sich mit Aerodynamik zu befassen. 1910 setzte er sich für Tokorozawa als Gegend für den ersten Flugplatz Japans ein. 1918 setzte er sich für eine Abteilung für Luftfahrt an der Universität Tokio ein. Für alle diese Einsätze kann man ihn als „Vater der japanischen Luftfahrt“ bezeichnen.

### Komitee zur Förderung der intellektuellen Zusammenarbeit des Völkerbundes
Tanakadate war von 1917 bis 1933 Mitglied im Komitee zur Förderung der intellektuellen Zusammenarbeit des Völkerbundes, zu dem auch Marie Curie und Albert Einstein und andere Nobelpreisträger gehörten. Tanakadate dürfte mit ihnen Fragen der Wissenschaft, Technik, des Weltfriedens und der internationalen Brüderschaft diskutiert haben. Er war bekannt für seine Sprachfähigkeit. Am 23. November 1938, dem 40. Jahrestag der Entdeckung des Radiums durch M. Curie, gratulierte er dazu Frankreich über den Rundfunk.

### Romanisierung des Japanischen
Tanakadate war ein Verfechter der Romanisierung nach der „japanischen Art“, die sich nach der „50-Laute-Tafel“ richtet. So werden die Silben grundsätzlich als Konsonant plus Vokal, als „sa – si – su – se – so“, „ta – ti – tu – te – to“ wiedergegeben. Mit diesem Nippon-System wollte er die Romanisierung unabhängig machen von einer Umschrift aus europäischer Sicht, bei der die Franzen zum Beispiel das „u“ ihrer Aussprache gemäß mit „ou“ wiedergaben, oder die Engländer nach Hepburn „sa – shi – su – se – so“, „ta – chi – tsu – te – to“ schrieben und schreiben.

### Eine außerordentliche Karriere
Tanakadate war nicht nur in Japan vielfältig aktiv, er besuchte ab 1898 nicht weniger als 23 Mal Europa, wobei er an insgesamt 68 internationale Konferenzen teilnahm. 
Tanakadate starb im Alter von 96 Jahren und wurde in seiner Heimatstadt Ninohe begraben. Die Grabinschrift ist in Romaji ausgeführt.
1928 wurde Tanakadate in die Ehrenlegion aufgenommen, 1943 erhielt er den Asahi-Preis, 1944 den japanischen Kulturorden, dem dann nachträglich 1951 die niedere, aber mit einem Ehrensold versehene Auszeichnung als Person mit besonderen kulturellen Verdiensten folgte. 1989 benannte der Astronom Tsutomu Seki den von ihm am Geisei-Observatorium entdeckten Kleinplanet 10300 „Tanakadate“. Im Jahr 2002 gab die japanische Post eine 80-Yen-Briefmarke mit seinem Porträt heraus.